# Galant (Yonne)
Der Galant (französisch: Ru Galant) ist ein kleiner Fluss im östlichen Zentral-Frankreich, der im Département Yonne in der Region Bourgogne-Franche-Comté nordwestlich der Stadt Auxerre verläuft.

## Geografie

### Verlauf
Der Galant entspringt unter dem Namen Rubignon im nördlichen Gemeindegebiet von Joigny, entwässert generell Richtung Nordwest und mündet nach rund 15 Kilometern im Gemeindegebiet von Villeneuve-sur-Yonne als rechter Nebenfluss in die Yonne.

### Orte am Fluss
(Reihenfolge in Fließrichtung)
- La Grande Hâte, Gemeinde Dixmont
- Les Brûleries, Gemeinde Dixmont
- Valprofonde, Gemeinde Villeneuve-sur-Yonne
- Villeneuve-sur-Yonne